# 민족 종교
민족 종교(民族宗敎)는 종교학의 분류에서 특정 민족이나 인종이 믿는 종교를 말한다. 민족의 성립과 함께 발생된 종교로서 신봉되는 것이 보통이다. 세계 종교와 상대되는 개념이다. 민간 신앙과는 다르다.

## 주요 민족 종파
- 무속
- 신토
- 텡그리교
- 도교
- 조로아스터교
- 힌두교
- 유대교
- 시크교

## 같이 보기
- 국교